# Helénicas
Las Helénicas (en griego antiguo: Ἑλληνικά, literalmente Lo de Grecia) es el título dado a una compilación histórica escrita por el historiador, filósofo y militar ateniense Jenofonte, que recoge acontecimientos ocurridos en la Grecia antigua desde el año 411 al 354 a. C.
La obra es importante porque nos proporciona informaciones sobre los últimos años de la guerra del Peloponeso, que no pudo incluir Tucídides en su Historia por fallecer antes de terminarla. La intención inicial de Jenofonte era la de continuar y terminar la Historia de Tucídides, y a ello están dedicados los dos primeros libros de la obra, pero en un momento posterior decidió volcar en ella otros hechos posteriores relevantes de los que había tenido conocimiento o había sido testigo.
Jenofonte, pese a ser ateniense, peca de parcialidad hacia Esparta y contra Tebas. Pero es, pese a ello, «el mejor historiador que tenemos» para el medio siglo posterior a la guerra del Peloponeso.

## Sinopsis de la obra

### Libro I
- Refiere los acontecimientos de la guerra del Peloponeso que suceden entre 411 y 406 a. C., sobre todo en Asia menor.
- Los protagonistas son Alcibíades, Fanabazo, Trasilo, Ciro (el joven), Lisandro y Calicrátidas.
- Destacan las batallas navales de Notio, con victoria espartana, y de las islas Arginusas, con victoria ateniense.
- Termina con el proceso y condena de los estrategos atenienses que no socorrieron a los supervivientes de las naves naufragadas en la batalla de las Arginusas.

### Libro II
- Refiere lo sucedido entre 406 y 401 a. C. con la derrota de Atenas y el final de la guerra del Peloponeso.
- Incluye la derrota naval ateniense en Egospótamos, el bloqueo del Pireo y el hambre consiguiente en la sitiada Atenas. Todo ello conduce a la rendición final de la ciudad a los espartanos.
- Esparta auspicia en Atenas el gobierno oligárquico de los Treinta tiranos, que oprime despóticamente a los demócratas.
- Se describen, en el seno de los Treinta, las discrepancias entre Critias y Terámenes, que terminan con el enjuiciamiento y la condena a muerte de este último.
- Termina con la reacción de los exiliados demócratas dirigidos por Trasíbulo, que toma la fortaleza de Filé y el puerto del Pireo, provocando la caída de los Treinta tiranos y el final de la oligarquía.

### Libro III
- Cubre los acontecimientos ocurridos entre 401 (expedición de Ciro) y 395 a. C. (muerte de Lisandro y proceso de Pausanias).
- Se describen las campañas de Tibrón y Dercílidas contra los sátrapas persas Farnabazo y Tisafernes en 399-397 a. C.
- Muerte del rey Agis de Esparta, que es sucedido —con disputa dinástica— por su hermanastro el rey Agesilao (397 a. C.).
- Conspiración de Cinadón en Esparta, y las campañas de los espartanos contra Elis (399-397 a. C.).
- Agesilao y Lisandro son enviados al Asia menor (396 a. C.), donde intervienen en la batalla del río Pactolo y en la ejecución de Tisafernes (395 a. C.).

### Libro IV
- Abarca los sucesos comprendidos entre los años 395 y 388 a. C.
- Conviene mencionar la continuación de la campaña de Agesilao en Asia menor (395-394 a. C.); la batalla naval de Cnido y las terrestres de Nemea y Coronea (394 a. C.); las operaciones de Ifícrates en el istmo de Corinto (393-390 a. C.); la invasión de Acarnania por una alianza de  aqueos y espartanos (389 a. C.); y el ataque espartano a Argos (388 a. C.).
- También son de mencionar las campañas de Farnabazo y Conón en Asia menor, en las islas y en Grecia continental (394 a. C.); las campañas de los atenienses Trasíbulo (389 a. C.) e Ifícrates; y las de los espartanos Dercílidas, Antálcidas (392 a. C.), Tibrón y Anaxibio.

### Libro V
- Este libro contiene los acontecimientos comprendidos entre los años 389 y 375 a. C.
- Se relatan los enfrentamientos entre atenienses y espartanos por la isla de Egina, antigua potencia marítima.
- Esparta busca la alianza del rey persa Artajerjes II para contrarrestar la influencia de Atenas en los asuntos griegos. El resultado es la paz de Antálcidas (386 a. C.) que devolvía a Persia el control sobre las ciudades griegas de Asia menor a cambio de financiar la hegemonía de Esparta sobre el resto de Grecia, bajo el señuelo de una paz general.
- La paz no prospera: Esparta se lanza contra Arcadia y derrota y subyuga a las ciudades democráticas de Mantinea (385 a. C.) y Fliunte (384-379 a. C.).
- Esparta también combate, desde 383 a. C., la hegemonía incipiente de Olinto en Calcídica, y toma la acrópolis de Tebas en Beocia (383 a. C.), que retiene hasta 379 a. C.
- Posteriormente, hay expediciones anuales de Esparta contra Tebas (a partir de 378 a. C.). También enfrentamientos navales antre atenienses y macedonios (376-375 a. C.).

### Libro VI
- Contiene los acontecimientos de los años 375-370 a. C.
- Ascenso hegemónico de Jasón de Feras en Tesalia, bellamente expuesto en un discurso de Polidamante de Farsala.
- Expediciones de espartanos y atenienses a la isla de Corcira (373 a. C.).
- Negociación y acuerdo de un tratado de paz entre Atenas y Esparta. Batalla de Leuctra en la que se enfrentan espartanos y beocios, donde fallece buena parte de la aristocracia espartana, lo que supone el principio del ascenso de Tebas y del descenso de Esparta (371 a. C.).
- Reconstrucción y unificación de la ciudad de Mantinea, que había sido dividida en cuatro por los espartanos. Agesilao se dirige contra ella.
- Tebas entra en la Liga Arcadia. Los tebanos y sus aliados invaden el territorio de Esparta, hasta entonces libre de presencia enemiga.

### Libro VII
- Incluye sucesos correspondientes a los años 369-362 a. C.
- Recorre la alianza entre Atenas y Esparta, la influencia de Licomedes en la Confederación arcadia y las frustradas gestiones de paz del tebano Pelópidas en Persia (367 a. C.).
- Describe por extenso el ascenso y caída de la tiranía de Eufronte en la ciudad corintia de Sición (367-366 a. C.). También se explaya en los asuntos relativos a la ciudad de Fliunte, en la Argólida, ocurridos en 370-366 a. C.
- Se relata asimismo la alianza entre arcadios y atenienses (366 a. C.), la intervención de Corinto, las luchas entre arcadios y eleos (batalla de Olimpia) con la intervención espartana en Cromno (365-364 a. C.), y la disensiones en el seno de la Confederación arcadia (363 a. C.).
- Termina con el ascenso de la hegemonía tebana, con las mejoras tácticas de Epaminondas en el manejo de la falange, que le permiten volver a invadir con éxito el territorio de Laconia —aunque decide no tomar la indefensa ciudad de Esparta—, y la reacción de esta última enfrentándose a los tebanos en la batalla de Mantinea (362 a. C.).

## Fases en la redacción
Entre los especialistas existe el convencimiento de que el texto de las Helénicas fue redactado en al menos dos momentos distintos.
- El estilo de los dos primeros libros (I a II.3.8) es más sobrio y más metódico, recordando mucho al de Tucídides, al que parece imitar. Trata exclusivamente de sucesos relativos a las últimas fases de la guerra del Peloponeso, y habría sido escrito antes de 390 a. C., es decir, cuando Jenofonte ha regresado de la expedición que relata en la Anábasis, pero antes de la redacción de esta última obra.[6][7]

- A partir de II.3.9 aparece un nuevo estilo en el autor, más libre, que expone los sucesos sin organización analística (año a año), que linguísticamente empieza a utilizar el optativo futuro,[8] que se muestra mucho más confiado en sí mismo, permitiéndose hablar en primera persona e introducir anécdotas coloristas y de detalle, y que atribuye a los dioses la causa de determinados eventos, algo que nunca hace Tucídides. La redacción de esta última parte se produjo tras la interrupción dedicada a redactar la Anábasis, durante la cual Jenofonte madura como escritor y encuentra su propio estilo.

## Jenofonte como historiador
Como escritor y literato, Jenofonte ha conquistado el aplauso de la crítica y de la posteridad. Su modo de expresarse en griego fue y es modelo en escuelas y academias. La claridad de su estilo le ha merecido apelativos como el de «musa ática» o el de «abeja ática», por lo melifluo de su estilo.
Como historiador, sin embargo, los críticos le objetan su falta de imparcialidad y de precisión.

### Historiador impreciso y parcial
En sus Helénicas, Jenofonte se muestra:
- Decidido partidario del régimen aristocrático de Esparta, pese a ser el autor ateniense. Pese a ello, evita denigrar a Atenas, pero no simpatiza con su régimen democrático.

- Enemigo decidido de Tebas, a la que hace responsable de las dificultades de conseguir una paz duradera en Grecia (III.5.3). Sus líderes son oscurecidos: Pelópidas solo es mencionado una vez, haciendo un papel desairado durante su embajada a la corte persa (VII.1.33-38); Epaminondas es mencionado más veces, pero sus méritos como líder político quedan oscurecidos y solo es alabado, una sola vez, como militar (VII.5.19). Esto constrasta con la devoción hacia su amigo el rey Agesilao de Esparta, cuyos méritos son amplificados y su figura queda adornada con múltiples detalles favorables, pasando por alto los desfavorables.[14]

- Confuso en la cronología de los hechos narrados. Abandona el relato año a año y la claridad expositiva se resiente: ciertos sucesos posteriores se narran antes de los anteriores, y no queda clara la simultaneidad de determinados acontecimientos. Lo mismo puede decirse de los personajes: alude a ellos como si ya hubieran sido mencionados, sin haberlo hecho.[3]

- Sus relatos son a veces incompletos, y ciertos silencios son injustificables: describe muy de pasada la batalla naval de Cnido (quizá por no haber asistido a ella), ignora la creación de la segunda liga marítima ática,[15] no menciona sucesos que indican el fin de la hegemonía espartana en el Peloponeso —rebelión de los hilotas, fundaciones de Megalópolis y del estado independiente de Mesenia—,[16] y tampoco relata suficientemente el funcionamiento de la Liga arcadia.

- Se observa falta de rigor en sus exposiciones, que a veces parecen más unas memorias que unos informes históricos equilibrados. Jenofonte proporciona relatos de aquellos sucesos de los que fue testigo[17]  o que le resultaban cercanos por sus distintos lugares de residencia: por ejemplo, la campaña de Agesilao en Asia menor (libros III y IV), o los episodios de importancia menor en Escione o en Fliunte (libros VI y VII), que conocía bien por residir por entonces en la cercana Corinto.

- Introduce, como explicación histórica, la influencia de los dioses, lo que contrasta desfavorablemente con el racionalismo y ausencia de referencias míticas de Tucídides. En este sentido, Tucídides resulta un historiador más moderno que Jenofonte, pese a ser algo anterior a él.

### Historiador fluido y accesible
Frente a estos puntos oscuros, es justo atribuir a Jenofonte ciertos puntos luminosos:
- Fluidez y claridad del relato, especialmente en la descripción de cada acontecimiento por separado. Las posibles confusiones quedan relegadas a la articulación de unos acontecimientos con otros.

- Excelentes descripciones tácticas de batallas y asedios, en que se nota la profesionalidad del militar experimentado.[18]

- Animación y viveza en los relatos, tales como el arresto de Terámenes en plena sesión de los Treinta (II, 3, 50-56), o los preparativos para el arresto de Cinadón, tras descubrir su complot contra el estado espartano (III, 3, 4-11), o la entrevista de Agesilao con Farnabazo y la cálida espontaneidad del hijo de este al compartir regalos en signo de amistad (IV, 1, 29-39).

- Mejores discursos (ficticios), atribuidos a los protagonistas históricos, que los de Tucídides: dibujan mejor el carácter de los oradores y son en conjunto más variados y menos cortados por un mismo patrón. Incluso se permite, como buen alumno de Sócrates, introducir unos cuantos diálogos en texto como recurso expositivo.[19]